# Rudy Sarzo
Rudy Sarzo (* 18. listopadu 1950 Havana, Kuba) je americký hard rockový a heavy metalový baskytarista kubánského původu. Sarzo hrál s mnoha významnými skupinami, včetně Quiet Riot, Ozzy Osbourne, Whitesnake, Manic Eden, Dio nebo Blue Öyster Cult.

## Diskografie

### Ozzy Osbourne
- Speak of the Devil (1982)
- Tribute (1987)

### Quiet Riot
- Metal Health (1983)
- Condition Critical (1984)
- Alive and Well (1999)
- Guilty Pleasures (2001)

### Whitesnake
- Slip Of The Tongue (1989)

### M.A.R.S. (MacAlpine/Aldridge/Rock/Sarzo)
- Project Driver (1986?)

### Manic Eden
- Manic Eden (1994)

### Michael Angelo Batio
- Hands Without Shadows – "Tribute to Randy" (2005)

### Dio
- Holy Diver – Live (2006)

### Bassinvaders
- Hellbassbeaters (2008)

### Tim "Ripper" Owens
- Play My Game (2009)